# Maciej Grynienko
Maciej Grynienko (ur. 30 marca 1998) – polski lekkoatleta specjalizujący się w skoku wzwyż.
Rekord życiowy: stadion – 2,27 m (8 czerwca 2018, Chorzów); hala – 2,19 (17 lutego 2018, Toruń).

## Osiągnięcia
| Rok  | Impreza                               | Miejsce   | Pozycja           | Wynik |
| ---- | ------------------------------------- | --------- | ----------------- | ----- |
| 2015 | Mistrzostwa świata juniorów młodszych | Cali      | 10. miejsce       | 2,07  |
| 2016 | Mistrzostwa świata juniorów           | Bydgoszcz | el. – 17. miejsce | 2,13  |
| 2017 | Mistrzostwa Europy juniorów           | Grosseto  | el. – 13. miejsce | 2,09  |
| 2018 | Mistrzostwa Europy                    | Berlin    | el. – 16. miejsce | 2,21  |